# Vernon Dobtcheff
Vernon Dobtcheff (Nîmes, 14 agosto 1934) è un attore francese naturalizzato britannico.
Dobtcheff nacque a Nîmes in Francia da una famiglia proveniente dalla Russia. Negli anni 1940 frequentò l'Ascham Preparatory School a Eastbourne, in Inghilterra, dove vinse l'Acting Cup. Uno dei suoi maggiori ruoli televisivi fu quello del Chief Scientist nella storia di Doctor Who e in The War Games nel 1969.
Nel 1975 è stato fra gli interpreti del film di Roberto Rossellini Il messia.

## Filmografia parziale

### Cinema
- Darling, regia di John Schlesinger (1965)
- Anna dei mille giorni (Anne of the Thousand Days), regia di Charles Jarrott (1969)
- Assassination Bureau (The Assassination Bureau), regia di Basil Dearden (1969)
- Operazione Crêpes Suzette (Darling Lili), regia di Blake Edwards (1970)
- Cavalieri selvaggi (The Horsemen), regia di John Frankenheimer (1971)
- Maria Stuarda, regina di Scozia (Mary, Queen of Scots), regia di Charles Jarrott (1972)
- I racconti di Canterbury, regia di Pier Paolo Pasolini (1972)
- Il giorno dello sciacallo (The Day of the Jackal), regia di Fred Zinnemann (1973)
- Profumo di donna, regia di Dino Risi (1974)
- Contratto marsigliese (The Marseille Contract), regia di Robert Parrish (1974)
- Giochi di fuoco (Le jeu avec le feu), regia di Alain Robbe-Grillet (1975)
- Il messia, regia di Roberto Rossellini (1975)
- Joseph Andrews, diretto da Tony Richardson (1977)
- La bandera - Marcia o muori (March or Die), regia di Dick Richards (1977)
- La spia che mi amava (The Spy Who Loved Me), regia di Lewis Gilbert (1977)
- Condorman, regia di Charles Jarrott (1981)
- Caravaggio, regia di Derek Jarman (1986)
- Il nome della rosa (The Name of the Rose), regia di Jean-Jacques Annaud (1986)
- Io odio gli attori (Je hais les acteurs), regia di Gérard Krawczyk (1986)
- Catacombs - La prigione del diavolo (Catacombs), regia di David Schmoeller (1988)
- L'isola di Pascali (Pascali's Island), regia di James Dearden (1988)
- Indiana Jones e l'ultima crociata (Indiana Jones and the Last Crusade), regia di Steven Spielberg (1989)
- Amleto, regia di Franco Zeffirelli (1990)
- Prigionieri dell'onore (Prisoners of Honor), regia di Ken Russell (1991)
- Obiettivo indiscreto, regia di Massimo Mazzucco (1992)
- M. Butterfly, regia di David Cronenberg (1993)
- Surviving Picasso, regia di James Ivory (1996)
- Anna Karenina, regia di Bernard Rose (1997)
- Déjà Vu, regia di Henry Jaglom (1997)
- The Body, regia di Jonas McCord (2001)
- The Order, regia di Sheldon Lettich (2001)
- Pontormo, regia di Giovanni Fago (2003)
- Before Sunset - Prima del tramonto (Before Sunset), regia di Richard Linklater (2004)
- An American Haunting, regia di Courtney Solomon (2005)
- L'impero dei lupi (L'Empire des loups), regia di Chris Nahon (2005)
- Ti va di pagare? (Hors de prix), regia di Pierre Salvadori (2006)
- Asterix alle Olimpiadi (Astérix aux Jeux Olympiques), regia di Frédéric Forestier e Thomas Langmann (2006)
- Undisputed III: Redemption, regia di Isaac Florentine (2010)
- La clinica dell'amore (La Clinique de l'amour), regia di Artus de Penguern (2012)
- La grande bellezza, regia di Paolo Sorrentino (2013)
- La migliore offerta, regia di Giuseppe Tornatore (2013)
- Il ragazzo invisibile, regia di Gabriele Salvatores (2014)

### Televisione
- Missione segreta (Espionage) – serie TV, episodio 1x11 (1963)
- The Protectors – serie TV, episodio 1x08 (1964)
- Knock on Any Door – serie TV, episodio 2x02 (1966)
- Gli invincibili (The Protectors) – serie TV, episodio 1x24 (1973)
- Michele Strogoff (Michel Strogoff) – miniserie TV (1975)
- Ike – miniserie TV (1979)
- Pietro e Paolo (Peter and Paul) – miniserie TV (1981)
- Marco Polo – miniserie TV (1982)
- Wagner – miniserie TV  (1983)
- A.D. - Anno Domini – miniserie TV  (1985)
- La dolce casa degli orrori, regia di Lucio Fulci – film TV (1989)
- Poirot (Agatha Christie's Poirot) – serie TV, episodio 6x01 (1995)
- La primavera di Michelangelo (A Season of Giants) – miniserie TV
- Highlander – serie TV, 2 episodi (1993-1996)
- L'Odissea – miniserie TV (1997)
- Merlino – miniserie TV (1998)
- Relic Hunter – serie TV, episodio 2x20 (2001)
- Un ciclone in famiglia – serie TV, episodio 2x03 (2005-2008)
- Little Murders by Agatha Christie (Les Petits Meurtres d'Agatha Christie) – serie TV, episodio 1x09 (2011)
- Killing Jesus, regia di Christopher Menaul – film TV (2015)

## Doppiatori italiani
Nelle versioni in italiano delle opere in cui ha recitato, Vernon Dobtcheff è stato doppiato da:
- Gianni Marzocchi in Profumo di donna
- Cesare Polacco in Il messia
- Pino Colizzi in Ike
- Sandro Pellegrini in The Krays - I corvi
- Renato Cortesi ne La Primavera di Michelangelo
- Sergio Tedesco in The Order
- Sergio Fiorentini ne L'impero dei lupi
- Rodolfo Bianchi in Ti va di pagare?
- Oliviero Corbetta in Undisputed III: Redemption
- Pieraldo Ferrante in Ore 15:17 - Attacco al treno
- Oreste Lionello in Cavalieri selvaggi
- Gianni Bonagura in Poirot